# Praia do Porto dos Terreiros
A Praia do Porto dos Terreiros é uma zona balnear portuguesa localizada próxima do Porto dos Terreiros, na localidade dos Terreiros, freguesia das Manadas, município  de Velas, na costa sul da ilha de São Jorge, Açores.
Caracteriza-se por ficar numa das poucas zonas planas da freguesia das Manadas, na costa sul, junto do local dos Terreiros. É usada como zona balnear e para pesca desportiva com mergulho em apneia e escafandro.